# ويليام أوسوريو
ويليام أوسوريو (بالإسبانية: William Osorio)‏ (13 أبريل 1971 بسان سلفادور في السلفادور - ) هو مدرب كرة قدم ولاعب كرة قدم سلفادوري في مركز الدفاع. شارك مع منتخب السلفادور لكرة القدم. أما مع النوادي، فقد لعب مع نادي سانتانيكوس أسوشيتد وإيسيدرو ميتابان ‏ وA.D. Chalatenango ‏ ونادي لويس أنخيل فيربو.

## وصلات خارجية
- ويليام أوسوريو على موقع الاتحاد الدولي (مؤرشف)  (الإنجليزية)
- ويليام أوسوريو على موقع قاعدة بيانات كرة القدم.إي يو (الإنجليزية)
- ويليام أوسوريو على موقع ناشيونال فوتبول تيمز (الإنجليزية)